# Karl Gustav Hesse
Karl Gustav Hesse (* 19. Dezember 1795 in Sulza im Großherzogtum Sachsen-Weimar; † 20. März 1851 in Wechselburg) war ein deutscher Mediziner und Schriftsteller.

## Leben
Karl Gustav Hesse besuchte die Schulen in Kloster-Donndorf und die Landesschule Pforta. Von 1815 bis 1820 studierte er Medizin an der Universität Jena und der Universität Halle und besuchte anschließend die Charité in Berlin. Er hörte Privatvorlesungen bei Konrad Johann Martin Langenbeck in Göttingen über Augenoperationen und bei Friedrich Benjamin Osiander über praktische Geburtshilfe.
Nachdem er zum Dr. med. promovierte, wurde er Mitredakteur der Allgemeinen medizinischen Annalen und des Anatomisch-physiologischen Realwörterbuches, an dem er gemeinsam mit Johann Ludwig Choulant für Johann Friedrich Pierer arbeitete. Kurz darauf übertrug ihm Johann Friedrich Pierer die ausschließliche Herausgabe der Annalen bis 1824.
Nach seiner Staatsprüfung in Altenburg siedelte er 1824 nach Gößnitz über und wurde 1827 durch den Grafen Alban von Schönburg (1804–1864) als dessen Leibarzt nach Wechselburg berufen, dort war er zugleich Physikus. 1829 erfolgte durch den Grafen seine Ernennung zum Rat.
1834 richtete die Gräfin Amalie Christiane Marie von Schönburg-Jenison (1806–1880) eine Krankenstube ein, der er als Arzt vorstand; hieraus entstand 1843 eine Diakonissenanstalt, an der Diakonissen ausgebildet wurden, die an andere Krankenhäuser entsandt wurden. Kurz vor seinem Tod erfolgte noch die Vereinigung mit der Dresdner Diakonissenanstalt.
Er blieb in ständiger literarischer Verbindung mit dem Hofrat Johann Friedrich Pierer und später mit dessen Sohn Heinrich August Pierer. Gemeinschaftlich bearbeiteten sie die medizinischen Artikel für das Universal-Lexikon der Vergangenheit und Gegenwart oder neuestes encylopädisches Wörterbuch der Wissenschaften, Künste und Gewerbe. Auch für die seit 1850 erscheinenden Supplemente zur 2. Auflage des Universal-Lexikons war er bis zu seinem Tod tätig.
In den letzten zehn Jahren vor seinem Tod widmete er sich der Bearbeitung eines umfassenden medizinischen Wörterbuches, das er jedoch nicht mehr vollenden konnte.
Zu seinen schriftstellerischen Tätigkeiten beschäftigte er sich während seiner Aufenthalte in Altenburg und Gößnitz mit praktischen Versuchen an der Milz; die Ergebnisse veröffentlichte er in mehreren Abhandlungen in den Allgemeinen medizinischen Annalen.
Er beherrschte auch die englische Sprache und übersetzte bereits als Student einige Werke, so zum Beispiel Thomas Copelands (1781–1855) Bemerkungen über die Krankheiten des Rückgrats.

## Schriften (Auswahl)
- Thomas Copeland; Karl Gustav Hesse: Beobachtungen über die Symptome und Behandlung des krankhaften Rückgrates. Leipzig, Hartleben 1819.
- Über das Schreien der Kinder im Mutterleibe vor dem Risse der Eihäute. Leipzig 1826; archive.org.
- Ueber die Erweichung der Gewebe und Organe des menschlichen Körpers. Leipzig 1827.
- Von den Folgen der Kuhpocken- und Blatter-Impfung bei Vaccinirten oder Geblatterten und über das Zusammentreffen von Kuhpocken mit Blattern. Hartmann, Leipzig 1827.
- Ueber Varicellen u. ihr Verhältniß zu d. Menschenblattern und Varioliden. Leipzig 1829; Textarchiv – Internet Archive.
- Ueber das nächtliche Aufschrecken der Kinder im Schlafe und die psychisch-gerichtliche Bedeutung des Aufschreckens in den späteren Lebensaltern. Pierer, Altenburg 1845.